# هتل پرا پالاس
هتل پرا پالاس ( ترکی استانبولی: Pera Palas Oteli ) یک هتل و موزه ویژه در رده است که در منطقه بی اوغلو (پرا) شهر استانبول و کشور ترکیه واقع شده است. این هتل در سال ۱۸۹۲ به منظور میزبانی از مسافران اورینت اکسپرس(قطار سریع السیر شرق) ساخته شد و نام هتل از مکانی که در آن قرار دارد الهام گرفته است. این هتل عنوان "قدیمی ترین هتل مدرن اروپایی در ترکیه" را دارد.
هتل پرا پالاس(Pera Palace) در محله تپه باشی پرا (Tepebaşı Pera) واقع شده است که زمانی به عنوان "اروپای کوچک" شناخته می شد و حدود ۳۸ کیلومتر (۲۴ مایل) از فرودگاه بین‌المللی استانبول فاصله دارد.
این هتل در فاصله بسیار کمی از خیابان استقلال، میدان تقسیم و کنسولگری کشورهای بریتانیا ، سوئد ، روسیه ، هلند ، ایتالیا ، فرانسه و آلمان قرار دارد.
پرا پالاس به علت بازسازی کلی و مرمت از سال 2006 بسته شد و در ۱ سپتامبر ۲۰۱۰ بازگشایی شد. 
این هتل از تاریخ ۱ می ۲۰۱۲  تا اواسط سال 2017 توسط شرکت هتل های زنجیره ای جمیرا با نام هتل پرا پالاس جمیرا مدیریت می شد 

## تاریخ

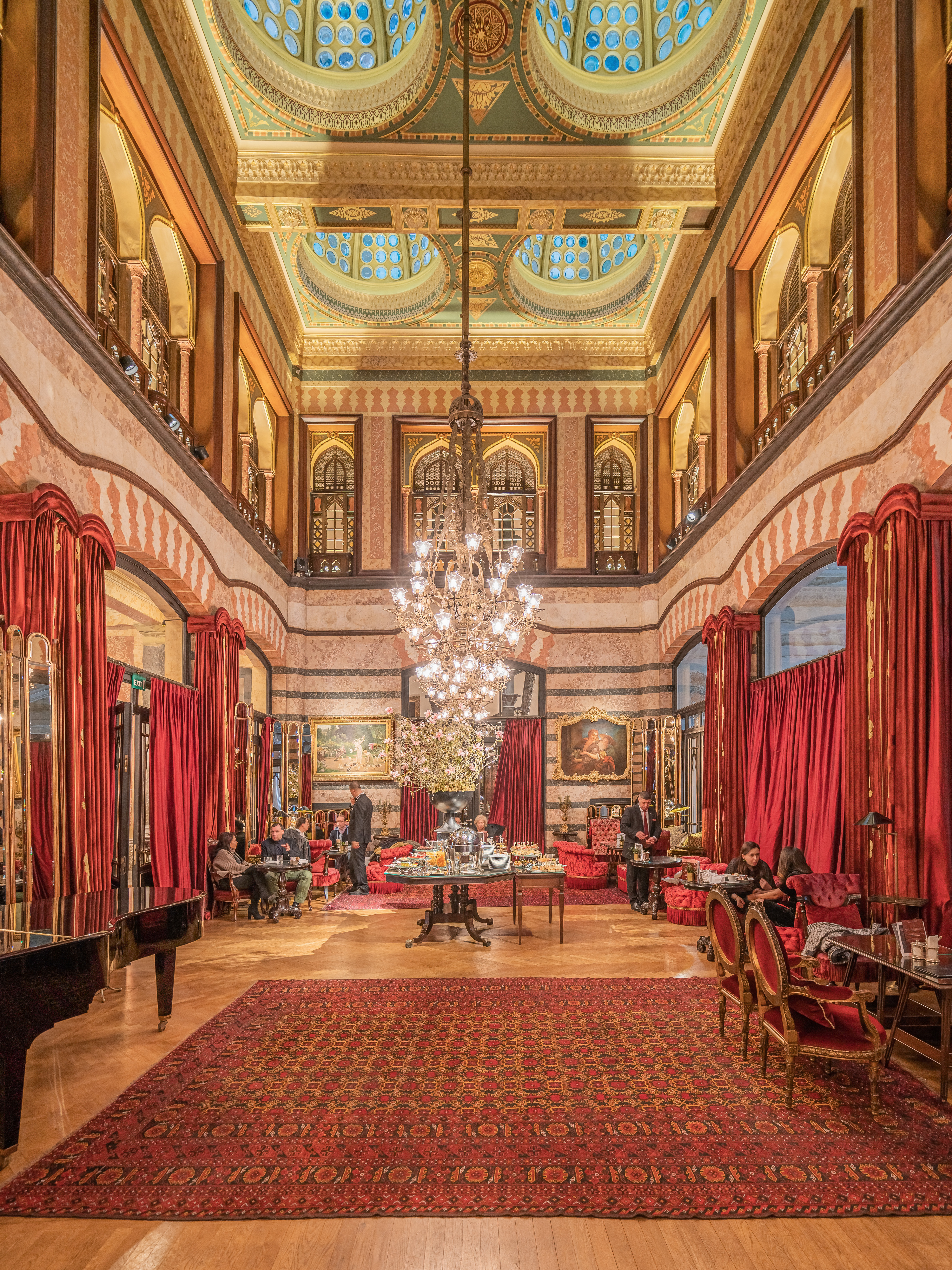
فضای داخلی هتل

کار ساخت هتل در سال ۱۸۹۲ آغاز و مراسم افتتاحیه بزرگ در سال ۱۸۹۵ برگزار شد.
الکساندر والوری ، معمار فرانسوی - عثمانی ساکن استانبول، هتل را با ترکیبی از سبک های معماری نئو کلاسیک، هنر نو و با رعایت اسلوب شرقی طراحی کرده است.  والوری تعدادی پروژه دیگر را در قسطنطنیه (استانبول فعلی) نظیر دفتر مرکزی بانک عثمانی و موزه مردم شناسی استانبول را انجام داده است.
بنای این هتل، اولین ساختمان در کل امپراتوری عثمانی (به غیر از کاخ‌های امپراتوری عثمانی) بود که بوسیله برق کار می‌کرد.  همچنین تنها محلی در شهر بود که آب گرم را برای مهمانانش تامین می کرد. همچنین دارای اولین آسانسور برقی در کل شهر قسطنطنیه(استانبول فعلی) و دومین ساختمان دارای آسانسور برقی در کل اروپا بود. 
یکی از اولین مالکان این هتل، خانواده ارمنی عثمانی اسایان بودند. 

## معماری و بازسازی
هتل پرا پالاس امروزه به عنوان یک ساختمان تاریخی مهم در نظر گرفته می شود و تحت حمایت کلی قانون ترکیه (شماره ۲۸۶۳ در سال ۱۹۸۳، اصلاح شده با قانون شماره ۵۲۲۶ سال ۲۰۰۴) در مورد میراث فرهنگی در ترکیه ثبت شده است.
نمای بیرونی و همچنین چیدمان ملک از رویکرد نئوکلاسیک پیروی می کند. فضای داخلی ساختمان دارای سبکی شرقی تر است که بیشتر در فضای داخلی سالن رقص متمرکز شده است. مطابق با این دیدگاه التقاطی، خطوط هنر نو در داخل و اطراف آسانسور و در بخش قهوه خانه وجود دارد.
اگرچه پرا پالاس نمادی برجسته از منظر شهری استانبول است، اما نیاز به بازسازی گسترده داشت. در نتیجه، در آوریل ۲۰۰۸، گروه کشتیرانی بشیکتاش یک بودجه ۲۳ میلیون یورویی برای پروژه بازسازی و مرمت هتل راه اندازی کرد.  با هدایت اداره حفاظت از بناهای تاریخی و مرمت (KA.BA) و در کنار گروه طراحی متکس (Metex) کل پروژه بازسازی هدایت و در تاریخ ۱ سپتامبر ۲۰۱۰ تکمیل شد. 
یکی از جاذبه های اصلی هتل، اتاق آتاتورک به شماره ۱۰۱ به عنوان یک "اتاق موزه" باقی مانده است و بسیاری از وسایل شخصی و مطالب خواندنی رهبر بنیانگذار ترکیه، مصطفی کمال آتاتورک در معرض دید عموم قرار گرفته است.

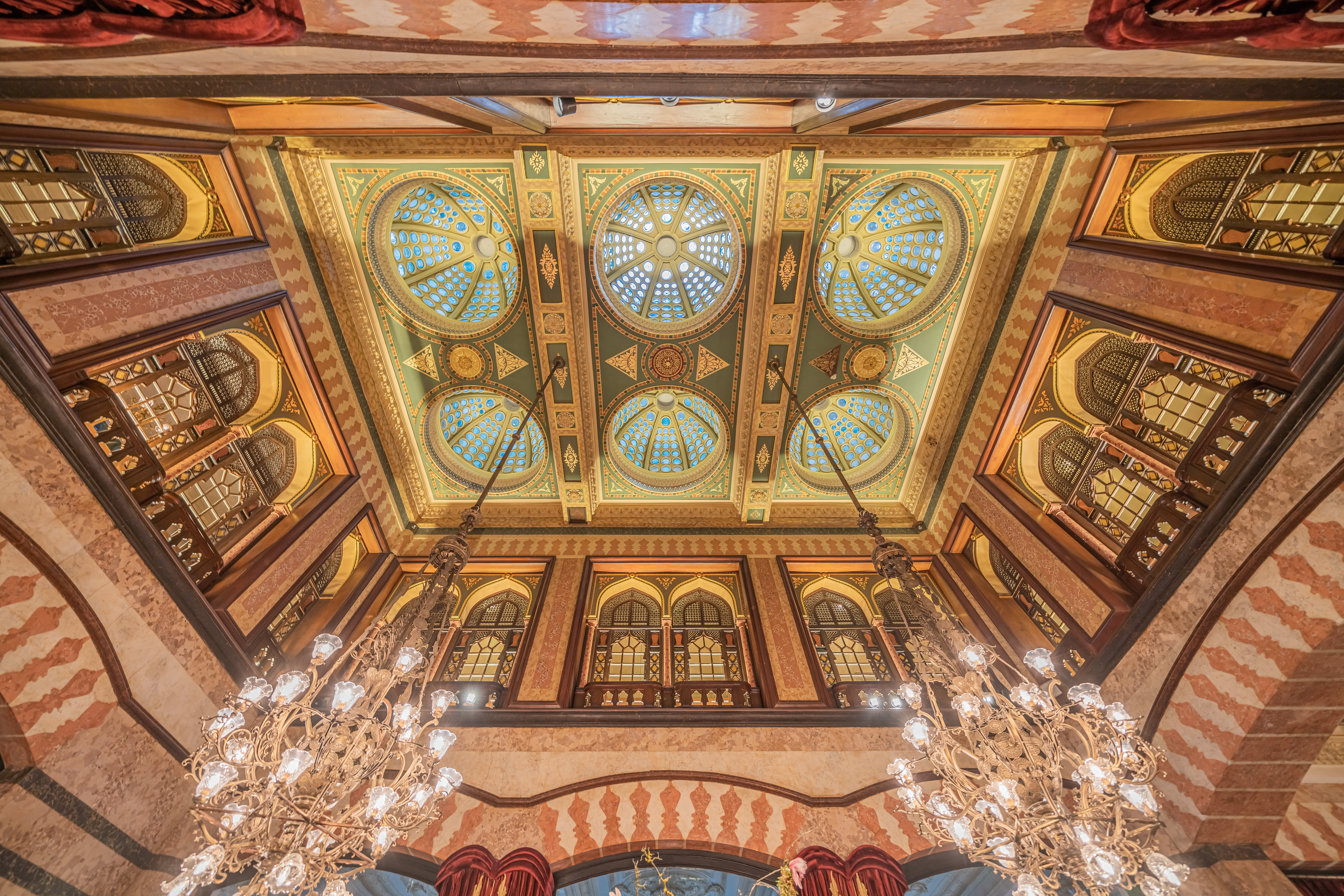
سقف هتل

## مهمانان معروف هتل پرا پالاس
در میان مهمانان معروف هتل پرا پالاس، میتوان به خانم آگاتا کریستی، نویسنده شهیر و خالق رمانهای پلیسی اشاره کرد که بین سال‌های ۱۹۲۶ تا ۱۹۳۲ بطور مکرر در هتل اقامت اقامت داشت. اتاق مورد علاقه او اتاق شماره ۴۱۱، اکنون بنام اتاق آگاتا کریستی نامگذاری شده است. همچنین فرضیه هایی مبنی براینکه او رمان معروف خود به نام "قتل در قطار سریع السیر شرق" را در اتاق خود در هتل نوشته است وجود دارد. معمای ۱۱ روز در دسترس نبودن او که همچنان تا به امروز حل نشده باقی مانده است احتمال درست بودن این فرضیه را به حقیقت نزدیکتر میکند و اینگونه تصور می شود که او در این مدت ۱۱ روز، در اتاق ۴۱۱ هتل پرا پالاس مشغول نوشتن این رمان بوده است.
مصطفی کمال آتاتورک، پدر ترکیه مدرن، در سوئیت ۱۰۱ اقامت داشت که اکنون موزه ای است که به او اختصاص داده شده است.
همچنین رضاشاه پهلوی پادشاه ایران در سفر خود به جمهوری ترکیه و اقامت در استانبول از میهانان ویژه و برجسته این هتل بودند که نام ایشان بصورت پلاکی برنجی روی درب اتاق محل اقامت او نصب شده است. ارنست همینگوی پس از جنگ جهانی اول، زمانی که خبرنگار بود، ساکن پرا پالاس بود.
از دیگر میهمانان معروف و شده این هتل میتوان به اسامی ذیل اشاره کرد:
- پادشاه ادوارد هشتم پادشاه انگلستان
- ملکه الیزابت دوم ملکه انگلستان
- فرانتس یوزف دوم امپراتور اتریش-مجارستان
- یوسیپ بروز تیتو رئیس جمهور یوگسلاوی
- ژنرال آلمانی فرانتس فون پاپن
- زسا گابور
- گرتا گاربو
- سارا برنهارت
- آلفرد هیچکاک
- پیر لوتی
- ژاکلین کندی
- نینتا دی هاروی
- سیسرو
- میکیس تئودوراکیس

## در ادبیات
- در داستان کوتاه ارنست همینگوی برف‌های کلیمانجارو ، شخصیت اصلی، نویسنده هری، در هتل پرا پالاس اقامت می‌کند، در حالی که در طول اشغال قسطنطنیه توسط متفقین در جنگ جهانی اول در ارتش خدمت می‌کرد.
- هنری پولینگ و عمه‌اش آگوستا برترام، قهرمانان رمان سفرهای من و عمه ام نوشته گراهام گرین در سال ۱۹۶۹، در طول ماجراجویی خود در استانبول در هتل پرا پالاس اقامت دارند.
- رمان «قتل در قطار سریع السیر شرق» نوشته کارآگاه آگاتا کریستی در سال ۱۹۳۴ در هتل پرا پالاس نوشته شده است. هتل اتاق کریستی به عنوان یادبود این نویسنده شهیر نگهداری می شود.
- شخصیت‌های لینی و سلیا در رمان فانتزی ارین مورگنسترن در سال ۲۰۱۱ ، سیرک شبانه، در هتل پرا پالاس در سال ۱۹۰۰ اقامت داشتند.
- رویداد توپی که در Fatih-Harbiye [tr] به آن اشاره شده است نوشته پیامی صفا در پرا پالاس برنامه ریزی شده است.

## در فرهنگ عامه
- این هتل صحنه اصلی نمایش Midnight at the Pera Palace است که در مارس 2022 در شبکه نتفلیکس منتشر شد. [۸]
- این هتل مکانی است که شخصیت تیلدا سوینتون در فیلم سه هزار سال حسرت در استانبول اقامت دارد.

## همچنین ببینید
- هتل های استانبول

## بیشتر خواندن
- کینگ، چارلز . نیمه شب در کاخ پرا: تولد استانبول مدرن . نیویورک: WW Norton & Company، 2014.

## لینک های خارجی
- همه چیز درباره ترکیه
- وب سایت رسمی
- مجموعه ای از تصاویر گرفته شده در هتل